# Arctopsyche pluviosa
Arctopsyche pluviosa är en nattsländeart som beskrevs av Navás 1916. Arctopsyche pluviosa ingår i släktet Arctopsyche och familjen ryssjenattsländor. Inga underarter finns listade i Catalogue of Life.